# Paratroopers
Paratroopers è un videogioco pubblicato nel 1983 dalla Rabbit Software per Commodore VIC-20, Commodore 64 e ZX Spectrum, appartenente al filone delle varianti di Sabotage. La versione per Commodore 64 ha più caratteristiche che lo distinguono dall'originale.

## Modalità di gioco
Il giocatore controlla una torretta mitragliatrice posta sul fondo dello schermo. Le munizioni sono illimitate, ma ogni colpo sparato ha un costo che viene detratto dal punteggio. Mentre su VIC-20 e Spectrum, come in Sabotage, la torretta è fissa al centro con mitragliatrice girevole, su Commodore 64 è possibile scegliere all'inizio della partita tra:
- torretta ferma o mobile orizzontalmente;
- mitragliatrice girevole o che spara solo in verticale;
- colpi a ripetizione o singoli;
- colpi normali o guidati, ovvero che anche dopo essere stati sparati deviano secondo i movimenti del giocatore.

Nel cielo sopra la torretta, con visuale bidimensionale laterale, passano orizzontalmente a diverse altitudini orde di elicotteri nemici che sganciano paracadutisti. Solo nella versione Commodore 64 passano anche, contemporaneamente agli elicotteri ma meno frequentemente, aerei che sganciano bombe. Si possono colpire anche i paracadute, nel qual caso il paracadutista precipita e si sfracella a terra.
Si viene sconfitti se la torretta è colpita direttamente da un paracadutista o da una bomba, oppure se abbastanza paracadutisti riescono ad atterrare in posizioni diverse; in questo caso si ha un'animazione di un carro armato che entra in scena e finisce la torretta.